# De Dion-Bouton Type EY
Der De Dion-Bouton Type EY ist ein Pkw-Modell aus den 1910er Jahren. Er gehört zur Baureihe der V8-Modelle des französischen Herstellers De Dion-Bouton.

## Beschreibung
Die Zulassung durch die nationale Zulassungsbehörde erfolgte am 12. Januar 1914. Vorgänger war der Type EF.
Der V8-Motor hat 94 mm Bohrung, 140 mm Hub und 7773 cm³ Hubraum. Er war damals in Frankreich mit 32/50 Cheval fiscal (Steuer-PS) eingestuft. Bei 1500 Umdrehungen in der Minute leistet er 69 bhp. Die Höchstleistung des Motors ist nicht bekannt. Er ist vorne im Fahrgestell montiert und treibt über ein Vierganggetriebe und eine Kardanwelle die Hinterräder an. Die Hinterachse ist eine De-Dion-Achse.
Die Basis bildet ein Pressstahlrahmen. Der Radstand beträgt 3615 mm und die Spurweite 1450 mm. Eine Fahrzeuglänge von 4938 mm ist bekannt.
Bekannt sind Aufbauten als Limousine.
Das Modell wurde bis 1915 angeboten. Bis zum Ende des Ersten Weltkriegs erschien kein Nachfolger.
Ein erhaltenes Fahrzeug ist Teil der Nethercutt Collection.